# Національний олімпійський комітет Італії
Національний олімпійський комітет Італії (італ. Comitato Olimpico Nazionale Italiano, C.O.N.I.) — організація, що представляє Італію в міжнародному Олімпійському русі.

## Історія
Організація заснована 10 червня 1914 року, штаб-квартира комітету знаходиться в Римі. Є членом Міжнародного олімпійського комітету (МОК). Займається розвитком італійського спорту. Включає 45 національних спортивних федерацій, 17 спортивних об'єднань, 12 супутніх спортивних організацій, 1 територіальну спортивну організацію і 18 організацій з розвитку видів спорту. В сумі включає 95 000 спортивних клубів чисельністю до 11 млн членів. Бюджет олімпійського комітету Італії в 2009 році становить 446,64 млн євро, гроші загалом виділяються Урядом Італії.